# HD 45866
HD 45866，又名BD+78 227，SAO 5919、HR 2363，是一颗恒星，视星等为5.73，位于銀經136.29，銀緯25.92，其B1900.0坐标为赤經6h 24m 56.8s，赤緯+78° 25.92′ 31″。